# Ángela Auad
Ángela Auad (n. 19 de febrero de 1945, en Jujuy; m. 17 o 18 de diciembre de 1977) fue una activista social argentina, que actuaba con la asociación de las Madres de Plaza de Mayo, dedicada a buscar a los "desaparecidos" durante el terrorismo de Estado, motivo por el cual fue secuestrada, torturada y asesinada.

## Su vida
Ángela Auad había sido arrestada cuando era estudiante universitaria en Tucumán, siendo liberada a mediados de 1975. 
En 1976 su esposo Roberto estaba preso en el Chaco. Por ese motivo, Ángela entró en contacto con los Familiares de Desaparecidos y Detenidos por Razones Políticas y las Madres de Plaza de Mayo.

## Desaparición, secuestro, tortura y asesinato
Entre el jueves 8 de diciembre y el sábado 10 de diciembre de 1977 un grupo de militares bajo el mando de Alfredo Astiz secuestró a un grupo de doce personas vinculadas a la Madres de Plaza de Mayo. Entre ellas se encontraba Ángela Auad, junto con las madres fundadoras de Madres de Plaza de Mayo Azucena Villaflor, Esther Ballestrino y María Ponce, y las monjas francesas Alice Domon y Léonie Duquet. 
Ángela fue secuestrada el 8 de diciembre con la mayor parte del grupo en la Iglesia Santa Cruz, ubicada en el barrio de San Cristóbal de la ciudad de Buenos Aires, donde solían reunirse.
Fue llevada directamente al centro clandestino de detención ubicado en la Escuela de Mecánica de la Armada (ESMA), bajo el control de la Marina Argentina, donde fue recluida en el sector denominado "Capucha". Allí permaneció aproximadamente diez días, lapso durante el cual fue constantemente torturada. En el Informe Nunca más los testigos Maggio y Cubas, sobrevivientes de la ESMA(Nota 1), relataron lo que sabían sobre su suerte: 

...Lo mismo sucedió con las religiosas francesas Alice Domon y Leonie Renée Duquet. Tuve oportunidad personal de hablar con la hermana Alice, ya que fue llevada junto con la hermana Renée al tercer piso del Casino de Oficiales de la ESMA, lugar donde me encontraba cautivo. Esto ocurre alrededor del 11 o 12 de diciembre. Es cuando me cuenta que había sido secuestrada en una iglesia, conjuntamente con familiares de desaparecidos. Luego supe que eran 13 personas... Luego fueron «trasladadas» junto con las once personas restantes. Los rumores internos fundamentados por el apresuramiento con que se sacó de allí a estas personas, indicaban el asesinato de las mismas. (Testimonio de Horacio Domingo Maggio, Legajo N° 4450).

Nota 1: "El 17 de marzo de 1978, Maggio logró fugarse. Durante los meses siguientes se dedicó a denunciar todo lo que vio y supo durante su cautiverio, a informar a las familias de los secuestrados dónde estaban sus seres queridos, y ni siquiera se privó de llamar a los marinos que lo habían torturado para insultarlos. Volvió a caer el 4 de octubre de 1978. Pero no lograron secuestrarlo con vida. Se resistió y una patota del Ejército lo asesinó. Su cadáver fue trasladado a la ESMA, donde Acosta lo expuso ante los demás secuestrados." (Página 12. Los testimonios de Maggio los dio a publicidad en 1978 a diferentes agencias de noticias.
Probablemente el día 17 o 18 de diciembre de 1977, Ángela y el resto del grupo, fueron "trasladadas" al aeropuerto militar que se encuentra en el extremo sur del Aeroparque de la ciudad de Buenos Aires, subidos sedados a un avión de la Marina y arrojadas vivas al mar frente a la costa de Santa Teresita, muriendo al chocar contra el agua.

## Identificación de su cuerpo y entierro
El 20 de diciembre de 1977 comenzaron a aparecer cadáveres provenientes del mar en las playas de la provincia de Buenos Aires a la altura de los balnearios de Santa Teresita y Mar del Tuyú. Los médicos policiales que examinaron los cuerpos en esa oportunidad registraron que la causa de la muerte había sido "el choque contra objetos duros desde gran altura", como indicaban el tipo de fracturas óseas constatadas, sucedidas antes de la muerte. Sin realizar más averiguaciones las autoridades locales dispusieron de inmediato que los cuerpos fueran enterrados como NN en el cementerio de la cercana ciudad de General Lavalle.
En 1984 en el marco de la investigación de la CONADEP y del Juicio a las Juntas se habían realizado excavaciones en el cementerio de General Lavalle, encontrándose una gran cantidad de restos óseos provenientes de los cadáveres hallados en las playas de San Bernardo y Lucila del Mar. Estos restos fueron utilizados en el juicio a las Juntas y guardados luego en 16 bolsas.
A partir de entonces el juez Horacio Cattani empezó a acumular causas sobre desaparecidos. A pesar de las leyes de Punto Final y Obediencia Debida, que paralizaron las investigaciones, Cattani logró armar en 1995 un archivo de 40 metros cuadrados donde alojar todas esas pruebas.
En 2003 el intendente de General Lavalle informó que se habían localizado nuevas tumbas de NN en el cementerio de la ciudad. El juez Cattani ordenó entonces realizar nuevas excavaciones con el Equipo Argentino de Antropología Forense (EAAF), descubriéndose dos líneas de tumbas, una por encima de la otra. Se descubrieron así 8 esqueletos, 5 correspondientes a mujeres, 2 correspondientes a varones y uno, clasificado como GL-17, que se definió como "probablemente masculino".
Cattani mandó los huesos al laboratorio de Inmunogenética y Diagnóstico Molecular (LIDMO) de Córdoba, perteneciente al EAAF. Los resultados del laboratorio fueron determinando que los restos pertenecían al grupo de secuestrados entre los días 8 y 10 de diciembre de 1977. El 15 de septiembre de 2005 el juez Cattani recibió el informe estableciendo que uno de los restos individualizados pertenecían a Ángela Auad.
El día 25 de septiembre de 2005, 28 años después de haber sido asesinada, Ángela Auad fue enterrada en el jardín de la Iglesia de Santa Cruz, en Buenos Aires, junto a la Hermana Léonie Duquet, una de las monjas francesas secuestradas con ella. Anteriormente también fueron sepultadas allí las madres de Plaza de Mayo Esther Ballestrino y María Ponce. Las cenizas de Azucena Villaflor fueron esparcidas en la Plaza de Mayo.

## Conocimiento y encubrimiento por parte del gobierno de los Estados Unidos
Documentos secretos del gobierno de los Estados Unidos desclasificados en 2002 prueban que el gobierno norteamericano sabía desde 1978 que los cuerpos sin vida de las monjas francesas Alice Domon y Léonie Duquet y las madres de Plaza de Mayo Azucena Villaflor, Esther Ballestrino y María Ponce, habían sido encontradas en las playas bonaerenses. Esta información fue mantenida en secreto y nunca fue comunicada al gobierno argentino.
El dato está incluido en Documento N.º 1978-BUENOS-02346 dirigido por el entonces Embajador de Estados Unidos en la Argentina, Raúl Castro, al Secretario de Estado de los Estados Unidos, lleva fecha del 30 de marzo de 1978 y menciona como objeto "Informe sobre monjas muertas". Textualmente el documento dice:

1. A.F.P. Marzo 28 Historia recopilada en París informa que los cuerpos de dos monjas francesas (Alicia Doman y Renee Duguet) que fueron secuestradas a mediados de diciembre con otros once activistas de derechos humanos fueron identificados entre los cuerpos cerca de Bahía Blanca. 2. Buenos Aires estaba llena de ciertos rumores desde hace un mes sobre constancias del descubrimiento de un número de cadáveres llevados a la playa por vientos inusualmente fuertes a lo largo del mar atlántico en puntos cercanos a la boca del Río de la Plata unas 300-350 millas al norte de Bahía Blanca (Ver Buenos Aires 1919 para control) 3. (Sección en borrada) que estuvo tratando de rastrear estos rumores tiene información confidencial de que las monjas fueron secuestradas por agentes de seguridad argentinos y en algún momento fueron transferidas a la localidad de Junín que se encuentra cerca de 150 millas al oeste de Buenos Aires. 4. La Embajada también tiene información confidencial obtenida a través de una fuente (protegida) del gobierno argentino de que siete cuerpos fueron descubiertos hace algunas semanas en la playa atlántica cerca de Mar del Plata. De acuerdo a esta fuente, los cuerpos eran los de las dos monjas y cinco madres que desaparecieron entre el 8 y el 10 de diciembre de 1977. Nuestra fuente confirma que estos individuos fueron secuestrados por miembros de las fuerzas de seguridad actuando bajo su amplio mandato contra terroristas y subversivos. La fuente además declaró que pocos individuos en el GOA estaban al tanto de esta información. 5. Esta fuente a informado verazmente en el pasado y tenemos razones para creer que tiene conocimiento sobre questiones de desapariciones. La Embajada solicita que su informe sea protegido para evitar comprometer una fuente que ha probado ser útil en proveer información concerniente a individuos perdidos o desaparecidos. CASTRO